# Šluknov
Šluknov är en stad i Tjeckien.   Den ligger i distriktet Okres Děčín och regionen Ústí nad Labem, i den norra delen av landet, 100 km norr om huvudstaden Prag. Šluknov ligger 355 meter över havet och antalet invånare är 5 701.

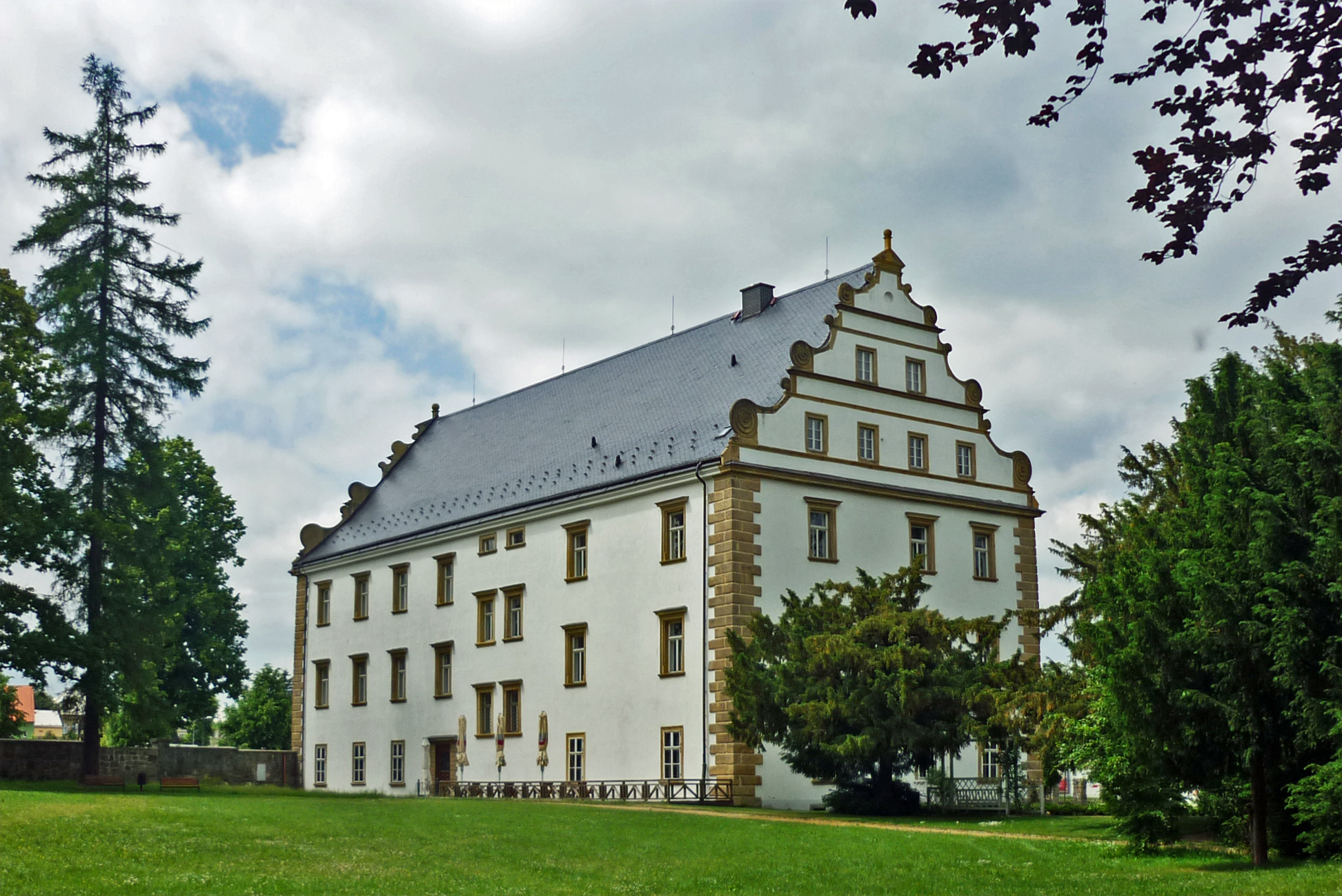
Renässansslottet Šluknov

Terrängen runt Šluknov är huvudsakligen platt, men söderut är den kuperad.Runt Šluknov är det tätbefolkat, med 411 invånare per kvadratkilometer. Närmaste större samhälle är Varnsdorf, 15,4 km sydost om Šluknov. Omgivningarna runt Šluknov är en mosaik av jordbruksmark och naturlig växtlighet.